# Vouzailles
Vouzailles település Franciaországban, Vienne megyében. Lakosainak száma 563 fő (2022. január 1.). Vouzailles Cherves, Cuhon, Maillé, Maisonneuve, Massognes és Champigny en Rochereau községekkel határos.

## Népesség
A település népessége az elmúlt években az alábbi módon változott:
| Lakosok száma | 590  | 603  | 624  | 600  | 587  | 575  | 572  | 566  | 563  |
|               | 2013 | 2015 | 2016 | 2017 | 2018 | 2019 | 2020 | 2021 | 2022 |